# Lars Björklund
Lars Björklund, född 27 februari 1952, är en svensk präst. Som författare har Björklund givit ut diktsamlingar och själavårdsböcker. Han har tidigare varit sjukhuspräst och kaplan vid Sigtunastiftelsen.